# Lepidothrix coeruleocapilla
Lepidothrix coeruleocapilla е вид птица от семейство Манакинови (Pipridae).

## Разпространение
Видът е разпространен в Перу.